# Кобанское сельское поселение
Кобанское се́льское поселе́ние — муниципальное образование в Пригородном районе Северной Осетии Российской Федерации.
Административный центр — село Кобан.

## История
Статус и границы сельского поселения установлены Законом Республики Северная Осетия-Алания от 5 марта 2005 года № 18-рз «Об установлении границ муниципального образования Пригородный район, наделении его статусом муниципального района, образовании в его составе муниципальных образований - сельских поселений и установлении их границ»

## Население
| 2002 | 2010 | 2011 | 2012 | 2013 | 2014 | 2015 |
| ---- | ---- | ---- | ---- | ---- | ---- | ---- |
| 419  | ↘381 | ↘380 | ↗388 | ↗393 | ↗394 | ↗402 |
| 2016 | 2017 | 2018 | 2019 | 2020 | 2021 | 2023 |
| ↗406 | ↘404 | ↗406 | ↗409 | ↘407 | ↘349 | ↘342 |
| 2024 | 2025 |      |      |      |      |      |
| ↗345 | ↗346 |      |      |      |      |      |

## Состав сельского поселения
| № | Населённый пункт | Тип населённого пункта       | Население |
| - | ---------------- | ---------------------------- | --------- |
| 1 | Кобан            | село, административный центр | ↗346      |